# Qujiang (Shaoguan)
Qujiang léase Chi-Chiáng (en chino simplificado, 曲江区; pinyin, Qǔjiāng qū)  es un distrito urbano bajo la administración directa de la ciudad-prefectura de Shaoguan. Se ubica al este de la provincia de Cantón, en el sur de la República Popular China. Su área es de 1620 km² y su población total para 2018 fue más de 300 mil habitantes.

## Administración
El distrito de Qujiang se divide en 10 pueblos que se administran en 1 subdistrito y 9 poblados.